# María Dolores Higueras
María Dolores Higueras Rodríguez, conocida como Lola Higueras, (Madrid, 1945) es una historiadora americanista, arqueóloga buceadora y escritora española, que fue directora técnica del Museo Naval español hasta su jubilación en 2005.

## Trayectoria
Procede de familia de artistas. Su padre Jacinto Higueras Cátedra y su abuelo, Jacinto Higueras Fuentes fueron escultores. De la familia de su madre era Lola Rodríguez Aragón, referente de la música española del siglo XX. Higueras estudió música en la Escuela Superior de Canto de Madrid, donde fue alumna de Florentino Pérez Embid y donde posteriormente fue Catedrática de Historia del Arte y la Cultura entre 1970 y 1996.
Esta dedicación musical fue compatible con su Licenciatura, en 1969, en Historia de América por la Universidad Complutense de Madrid. En 1970, a poco de entrar a trabajar como Jefa de Investigación en la Sección de Manuscritos del Museo Naval en Madrid, el Almirante Julio Guillén Tato (director del museo desde 1968) creó la Unidad de Investigación de Arqueología Submarina y, tras realizar Higueras un curso de formación como nadadora y obtener en 1970 el título de buceadora de primera categoría, se convirtió en pionera en la materia, siendo con la mejicana Pilar Luna las primeras arqueólogas subacuáticas que hubo en España. En arqueología subacuática, desarrolló su labor desde el Centro de Estudios Histórico-Navales Subacuáticos del Museo Naval. Más adelante fue jefa del Área de Investigación y Conservación del Museo y después Directora Técnica hasta su jubilación en el verano de 2005.
Como americanista, ha escrito más de 80 libros, artículos, colaboraciones y ha pronunciado conferencias sobre navegación, pecios y diversos aspectos de la historia española de navegación de los siglos XV a XIX, sus fondos documentales, viajes y expediciones científicas, su historia y su entorno. Participa en seminarios, publicaciones y conferencias también sobre arqueología submarina y otros temas relacionados con la museología subacuática. Su dedicación más importante ha sido el estudio y la difusión, en España y fuera de ella, de la Historia Marítima española y muy en particular la Marina ilustrada y los viajes científico-marítimos a América y el Pacífico en el Siglo XVIII. Sus estudios y crónicas en sus diversos aspectos sobre la primera circunvalación del mundo, Elcano y Magallanes y su intenso trabajo sobre la Expedición Científica Malaspina han sido publicados en instituciones científicas como la Sociedad Geográfica Española, la  Asociación Profesional de Museólogos de España, Asociación Española de Amigos de la Arqueología, la revista de Historia Naval y otras instituciones científicas y profesionales, pero también de forma divulgativa, lo que le ha convertido en persona de referencia en la materia. 
En materia musical también ha realizado publicaciones.

## Obra
Un extracto de algunas publicaciones de Higueras:
- Catálogo crítico documentos expedición Malaspina (1789-1794).1985. Instituto de Historia y Cultura Naval
- Costa NW América- álbum iconográfico. Malaspina.1991. Editorial Lunwerg.
- La expedición Malaspina. 1789-1794: diario general del viaje de José Bustamante y Guerra.1999. Editorial Lunwerg.
- La expedición Malaspina, 1789-1794. T. 9, Diario general del viaje Corbeta Atrevida.1999. Ministerio de Defensa: Lunwerg: Museo Naval
- Relaciones de Indias: una fuente de información climática formidable. 2021. Sociedad Geográfica Española.

## Reconocimientos y Membresías
Recibió en 1988 la Cruz del Mérito Naval, impuesta por el Almirante Alfonso Vigón Sánchez.
Entre 2005 y 2015 fue miembro del Real Patronato del Museo Naval de Madrid. Fue nombrada Patrona de la Fundación Alvargonzález y en 2005 “Socio de Honor” de la Sociedad Geográfica Española.
La Fundación Alvargonzález le dedicó en 2008 el libro Navigare Necesse Est. Estudios de Historia Marítima en honor de Lola Higueras.